# Distretto dei Monti Khasi Occidentali
Il distretto dei Monti Khasi Occidentali è un distretto dello stato del  Meghalaya, in India. Il suo capoluogo è Nongstoin.